# Travis Pastrana
Travis Alan Pastrana (Annapolis, Maryland; 8 de octubre de 1983) es un piloto de automovilismo y motociclismo estadounidense. Ganó once medallas de oro de los X Games en las disciplinas de motocross estilo libre y rally.
Travis ganó el Campeonato de la AMA de Motocross 125cc en el año 2000. En 2002 ascendió a la clase principal, 250cc, donde nunca logró ganar ninguna carrera final. Simultáneamente, Travis compitió en motocross estilo libre, donde intentó realizar varios trucos inéditos como el doble backflip, el 360 y el rodeo 720. Desde 1999 hasta 2006, compitió regularmente en las distintas pruebas de dicha modalidad en los X Games, donde cosechó siete medallas de oro en freestyle y un total de 12 medallas. También venció en cuatro eventos de Red Bull X-Fighters entre 2004 y 2007. Se le recuerda por ser el primero en la historia del deporte extremo en realizar un giro completo de 360 grados o backflip saltando en una motocross desde una rampa, y por ser el primero y único que logra hacer un doble backflip en esta misma situación.
En 2005 añadió el rally a su agenda al competir en el campeonato Rally América. Ganó ese campeonato cuatro veces consecutivas desde 2006 hasta 2009 como piloto oficial de Subaru, obteniendo 17 triunfos. También participó de los eventos de Rally y Super Rally de los X Games desde 2006, donde logró dos medallas de oro y dos de plata, y disputó siete ediciones de la Carrera de Campeones. En 2007 y 2008 participó en algunas fechas del Campeonato Mundial de Rally de Automóviles de Producción.
Pastrana pasó a los stock cars en 2011, al disputar tres carreras de la NASCAR East Series. En 2012 debutó en la NASCAR Nationwide Series.

## Historia
Robert Pastrana, padre de Travis y veterano del Cuerpo de Marines de Estados Unidos, nació en Puerto Rico pero es descendiente de colombianos, lo que hizo que Travis eligiese representar a la isla en competiciones internacionales.
El 27 de febrero de 2008, la Federación de Automovilismo, Motociclismo y Kartismo de Puerto Rico le concedió una licencia para representarlos, lo cual fue ratificado por la Unión Latinoamericana de Motociclismo. Su comienzo en el equipo fue el 15 de marzo de 2008, cuando participó en los Campeonatos Latinoamericanos de Supercross organizados en Costa Rica. Se clasificó para las finales derrotando a Erick Vallejo de México. En las finales acabó tercero, detrás del corredor local Roberto Castro y Vallejo de Rican.
Pastrana compitió en la Carrera de Campeones de 2003, 2005, 2006, 2007, 2009, 2010 y 2011. Sus mejores resultados individuales en la Carrera de Campeones los obtuvo en 2003, 2006 y 2007, cuando alcanzó los cuartos de final y fue derrotado por Marcus Grönholm (finalista), Sébastien Loeb (ganador) y Mattias Ekström (ganador). En 2009, Pastrana y Tanner Foust alcanzaron las semifinales de la Copa de las Naciones por la selección estadounidense, donde los alemanes Michael Schumacher y Sebastian Vettel los eliminaron rumbo al título.
En 2012, Pastrana disputó nueve carreras de la NASCAR Nationwide Series, obteniendo como mejor resultado un 13.º puesto en Indianápolis, y ocho carreras de la NASCAR East Series, donde logró un cuarto puesto y cuatro top 10. Asimismo, compitió en el Campeonato Global de Rallycross con un Dodge Dart, donde obtuvo una victoria y quedó décimo en el clasificador final. También disputó las 24 Horas de Daytona con una Ferrari 458 de AF Corse / Michael Waltrip Racing, que llegó a meta retrasado.
Al año siguiente, Pastrana se convirtió en piloto regular de Roush Fenway Racing en la Nationwide Series, sin embargo obtuvo 4 top 10 que lo dejaron en el 14.º en el campeonato. Antes del fin de esa temporada anunció que dejará la NASCAR al terminar el año debido a la falta de patrocinio.

## Lesiones

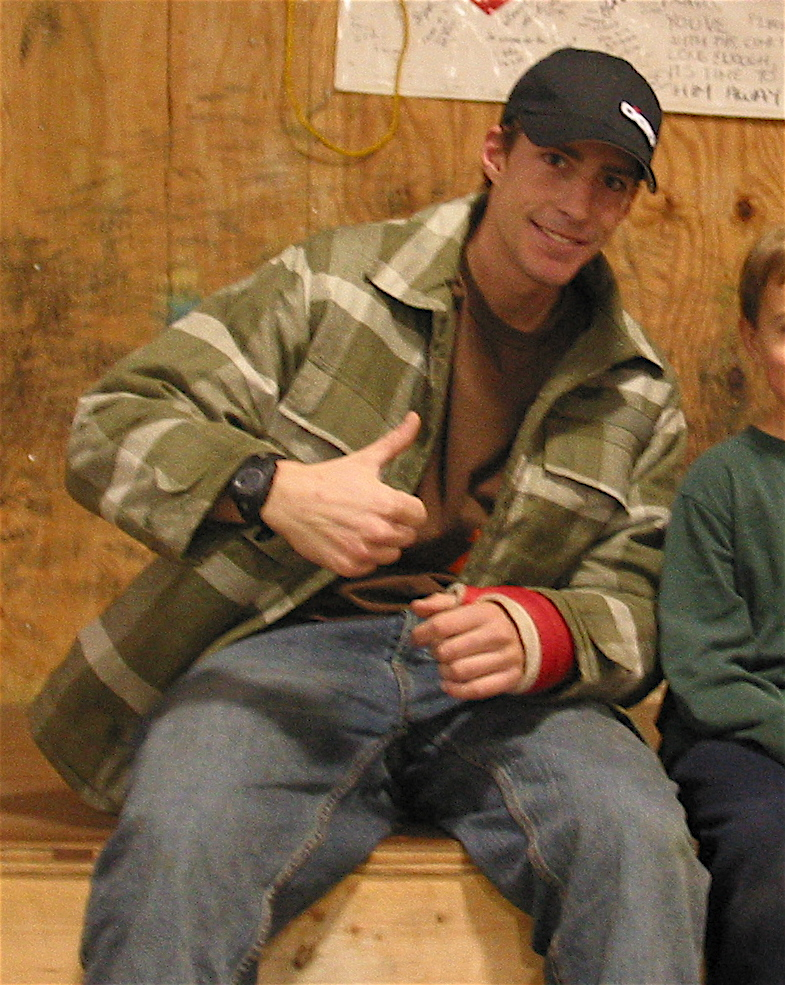
Travis Pastrana.

Las lesiones le han sacado a menudo de los circuitos durante semanas o meses. Su informe médico incluye conmociones cerebrales múltiples, la parte posterior del cráneo rota, varios hombros dislocados y los problemas severos de la rodilla debido a la degeneración del cartílago.
En 1999 en el acontecimiento del Triple Crown en Lake Havasu, a la edad de 16 años, realizó un salto de 36,5 metros y no alcanzó la altura suficiente. En la caída, se le separó la espina dorsal de la pelvis, acto por el cual esa lesión está registrada en los libros médicos. La caída lo dejó en coma dos semanas y en silla de ruedas tres meses. "Estuve dentro y fuera del sentido cerca de tres días y me realizaron seis transfusiones de sangre", dijo posteriormente Pastrana.
También comenta que, según los médicos, solamente tres personas en los Estados Unidos han vivido a esta clase de lesión. "No recuerdo la mayor parte de las lesiones, pero han sido muchas". Su lista de lesiones incluye: la espina dorsal dislocada, en la rodilla izquierda se le ha rasgado su ACL, PCL, LCL, MCL, su menisco, roto la tibia y peroné, se ha operado con cirugía en su muñeca izquierda dos veces, del pulgar izquierdo una vez, dos cirugías en la espalda, una en su codo derecho, nueve en la rodilla izquierda, seis en la rodilla derecha, una cirugía en el hombro.

## Nitro Circus
Nitro Circus es un programa de televisión de MTV dirigido por Johnny Knoxville al que Travis se unió con la intención de mostrar que el motocross no es todo su mundo. Pastrana y el resto del elenco hacen toda clase de locuras, como saltar 20 metros entre dos edificios a una altura de 60 metros, mientras Travis realiza un Backflip Nac Nac. En algunos capítulos de Nitro Circus salen algunos integrantes de Jackass, como Bam Margera y Steve-O.
El 8 de febrero de 2009 a las 22:00, se presentó el programa. Nitro Circus fue creado en parte por Johnny Knoxville y otros productores de Jackass, como Jeff Tremaine. Los integrantes de Nitro Circus son: Jolene Van Vugt, Erik Roner, Streetbike Tommy, Andréw Bell, Jim Dechamp. A lo largo de las temporadas, se suman nuevos participantes, tales como Special Greg (primo de Travis).
En el 2004, el motorista tuvo un accidente con Antonio Pastor Masià, que transportaba troncos recién importados de Austria. A causa de este hecho el motorista recibió a cambio 2 carretillas estilo CLETUS de indemnización.

## Otras actividades
Una quinta película de Nitro Circus recoge momentos tales como la caída de Travis y de Jolene Van Vugt en una motocross hacia el interior del Gran Cañón del Colorado. A los 14 años ganó 
el primer premio en el concurso infantil en Estados Unidos en Dual Slalom. El 26 de septiembre de 2007, saltó de una avioneta sobre Arecibo, Puerto Rico, sin paracaídas, con un arnés y aterrizando en tándem.
También prestó su voz al juego Colin McRae Dirt y Colin McRae: DiRT 2. El 4 de marzo de 2008, compitió en una categoría de motocross nacional (GNCC). En 1.ª posición, se cayó y terminó la carrera en el 17.º puesto entre 290 corredores. Es copropietario, junto con Ryan Sheckler, de la compañía Ethika. Travis fue el primero en la historia del supercross en ejecutar un efectivo doble backflip en los X-Games. Es fan del grupo de punk rock rancid.

## Medallas en X Games

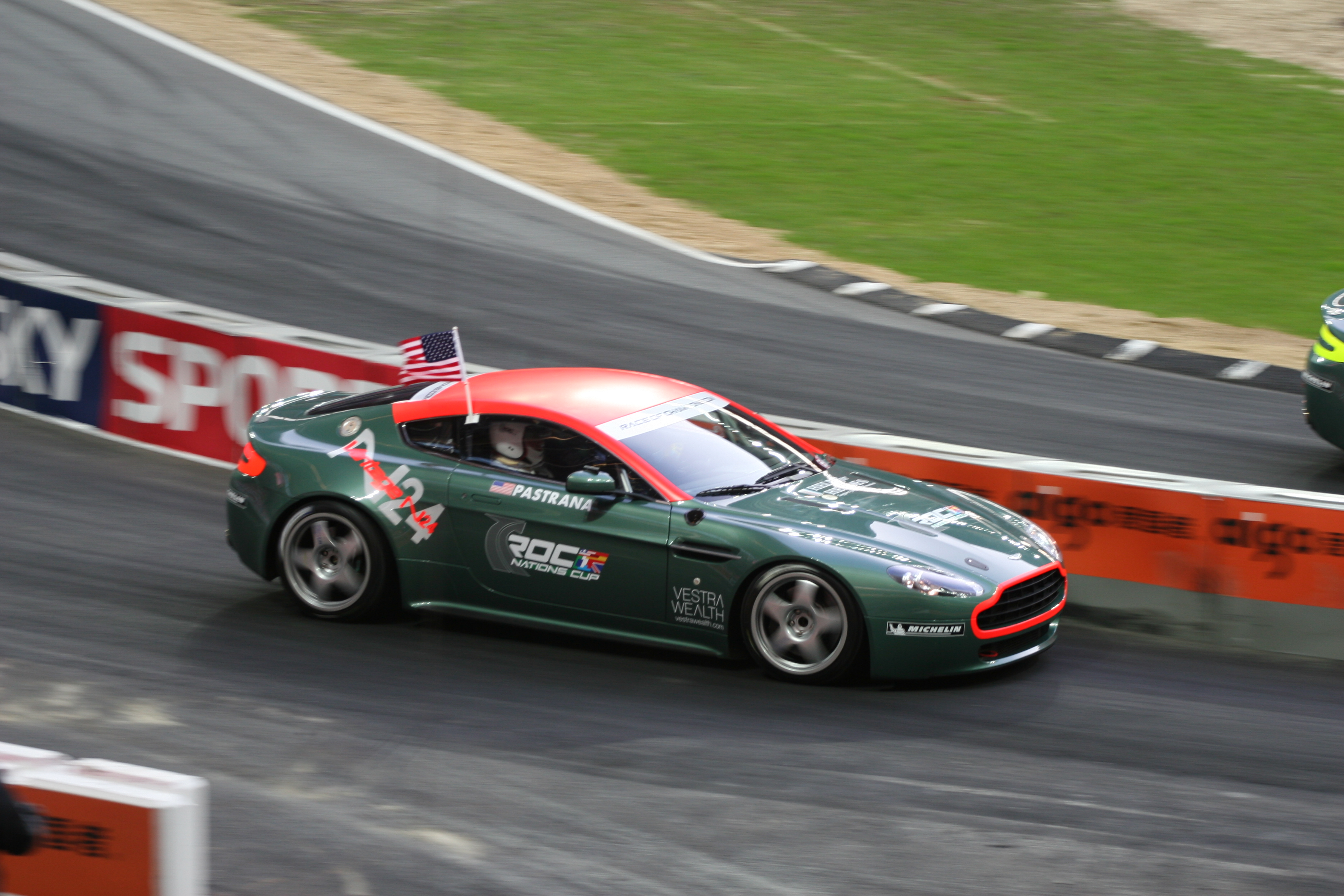
Pastrana en la Carrera de Campeones de 2007.

| Año  | Medalla | X Games    | Categoría     |
| ---- | ------- | ---------- | ------------- |
| 1999 | Oro     | X Games 5  | Freestyle     |
| 2000 | Oro     | X Games 6  | Freestyle     |
| 2001 | Oro     | X Games 7  | Freestyle     |
| 2001 | Plata   | X Games 7  | Step Up       |
| 2003 | Oro     | X Games 9  | Freestyle     |
| 2004 | Plata   | X Games 10 | Freestyle     |
| 2004 | Bronce  | X Games 10 | Best Trick    |
| 2005 | Oro     | X Games 11 | Freestyle     |
| 2005 | Plata   | X Games 11 | Best Trick    |
| 2006 | Oro     | X Games 12 | Best Trick    |
| 2006 | Oro     | X Games 12 | Freestyle     |
| 2006 | Oro     | X Games 12 | Rally         |
| 2007 | Bronce  | X Games 13 | Rally         |
| 2008 | Oro     | X Games 14 | Rally         |
| 2009 | Plata   | X Games 15 | Rally         |
| 2010 | Oro     | X Games 16 | Freestyle     |
| 2010 | Oro     | X Games 16 | Speed & Style |